# Житлово-комунальні послуги
Житло́во-комуна́льні по́слуги — результат господарської діяльності, спрямованої на забезпечення умов проживання та перебування осіб у жилих і нежилих приміщеннях, будинках і спорудах, комплексах будинків і споруд відповідно до нормативів, норм, стандартів, порядків і правил.
Вироблення та виконання житлово-комунальних послуг регламентуються стандартами, нормативами, нормами і правилами, які встановлюють комплекс якісних та кількісних показників і вимог, з урахуванням соціальних, економічних, природно-кліматичних та інших умов регіонів та населених пунктів.
Комунальні послуги — результат господарської діяльності, спрямованої на задоволення потреби фізичної чи юридичної особи в забезпеченні: холодною та гарячою водою, водовідведенням, газо- та електропостачанням, опаленням, а також вивезення побутових відходів у порядку, установленому законодавством.

## Класифікація житлово-комунальних послуг
Житлово-комунальні послуги поділяються за:
1. функціональним призначенням;
2. наявністю конкурентних засад;
3. порядком затвердження цін/тарифів.

## Кількісний показник та норми споживання житлово-комунальних послуг
Кількісний показник житлово-комунальних послуг — одиниця вимірювання для обчислення обсягу отриманої споживачем послуги, визначена відповідно до вимог нормативів, норм, стандартів, порядків і правил згідно із законодавством.
Норми споживання — кількісні показники споживання житлово-комунальних послуг, затверджені згідно із законодавством відповідними органами виконавчої влади та органами місцевого самоврядування.

## Розподіл житлово-комунальних послуг за функціональним призначенням
1 група — комунальні послуги:
1. Централізоване постачання холодної води — забезпечення споживачів холодною водою за допомогою комплексу об'єктів, споруд, розподільних водопровідних мереж, пов'язаних єдиним технологічним процесом виробництва та транспортування холодної води;
2. Централізоване водовідведення (Каналізація) — господарська діяльність із відведення та очищення комунальних та інших стічних вод за допомогою комплексу об'єктів, споруд, колекторів, трубопроводів, пов'язаних єдиним технологічним процесом;
3. Централізоване опалення — забезпечення постачання споживачам теплової енергії за допомогою комплексу об'єктів, споруд, котелень, бойлерів, трубопроводів, пов'язаних єдиним технологічним процесом;
4. Централізоване опалення — послуга, спрямована на задоволення потреб споживача у забезпеченні нормативної температури повітря у приміщеннях квартири (будинку садибного типу), яка надається виконавцем з використанням внутрішньобудинкових систем теплопостачання.
5. Централізоване постачання гарячої води — забезпечення споживачів гарячою водою за допомогою комплексу об'єктів, споруд, розподільних водопровідних мереж, пов'язаних єдиним технологічним процесом виробництва та транспортування гарячої води;
6. Електропостачання;
7. Газопостачання — реалізація природного або скрапленого газу шляхом транспортування його до споживача, обслуговування внутрішньобудинкових систем газопостачання;
8. Вивезення побутових відходів тощо.

2 група — послуги з утримання будинків і споруд та прибудинкових територій:
1. прибирання прибудинкової території;
2. прибирання сходових клітин;
3. вивезення побутових відходів (збирання, зберігання, перевезення, перероблення, утилізація, знешкодження та захоронення);
4. прибирання підвалу, технічних поверхів та покрівлі;
5. технічне обслуговування ліфтів;
6. обслуговування систем диспетчеризації;
7. Технічне обслуговування внутрішньобудинкових систем: гарячого водопостачання;

холодного водопостачання;
водовідведення;
централізованого опалення;
зливової каналізації;
1. дератизація;
2. дезінсекція;
3. обслуговування димовентиляційних каналів;
4. технічне обслуговування та поточний ремонт систем пожежної автоматики та димовидалення, а також інших внутрішньобудинкових інженерних систему разі їх наявності;
5. Поточний ремонт конструктивних елементів, внутрішньобудинкових систем гарячого і холодного водопостачання, водовідведення, централізованого опалення та зливової каналізації і технічних пристроїв будинків та елементів зовнішнього упорядження, що розміщені на закріпленій в установленому порядку прибудинковій території (у тому числі спортивних, дитячих та інших майданчиків);
6. поливання дворів, клумб і газонів;
7. прибирання і вивезення снігу, посипання частини прибудинкової території, призначеної для проходу та проїзду, протиожеледними сумішами;
8. експлуатація номерних знаків на будинках;
9. освітлення місць загального користування і підвалів та підкачування води;
10. енергопостачання ліфтів;
11. періодична повірка, обслуговування і ремонт квартирних засобів обліку води та теплової енергії, у тому числі їх демонтаж, транспортування та монтаж після повірки.

3 група — послуги з управління будинком, спорудою або групою будинків:
1. балансоутримання;
2. укладання договорів на виконання послуг;
3. контроль виконання договорів.

4 група — послуги з ремонту приміщень, будинків, споруд:
1. заміна та посилення елементів конструкцій та мереж;
2. реконструкція зазначених конструкцій та мереж;
3. відновлення несучої спроможностінесучіх елементів конструкцій.

## Розподіл житлово-комунальних послуг за наявністю конкурентних засад
Житлово-комунальні послуги надаються як природними монополіями (Водопостачання, Водовідведення, Теплопостачання, Електропостачання, Газопостачання), так і на конкурентних засадах (утримання житла і прибудинкових територій, обслуговування ліфтів, збір, вивезення та утилізація відходів).
Якщо на конкурентному ринку вже виникають ознаки боротьби (проводяться конкурси, споживачу надана можливість обирати надавача послуг), яка змушує виробників підвищувати якість своїх послуг, то в сфері природних монополій відсутні такі економічні дії й прагнення. Саме в цьому й полягає головна причина технологічної зношеності й застарілості національних природних монополій у сфери житлово-комунального господарства, що також, в свою чергу, зумовлює високу собівартість, витратність і низьку якість їхньої продукції і послуг. Діяльність природних монополій потребує політики державного регулювання.
На жаль, систему державного регулювання природними монополіями в сфері житлово-комунальних послуг було фактично розмито й розпорошено, що унеможливило єдину державну політику в цій сфері та існування ефективних важелів регулювання і контролю за її суб'єктами.
В Україні Національна комісія з регулювання природних монополій в сфері комунальних послуг була створена 9 липня 2010 року, правові засади організації діяльності якої визначено у Законі «Про Національну комісію регулювання ринку комунальних послуг України» від 09.07.2010 № 6419, із змінами від 09.07.2010 № 2479-VI.

## Розподіл житлово-комунальних послуг за порядком затвердження цін/тарифів
Залежно від порядку затвердження цін/тарифів на житлово-комунальні послуги вони поділяються на три групи:
1. перша група — житлово-комунальні послуги, ціни/тарифи на які затверджують спеціально уповноважені центральні органи виконавчої влади;
2. друга група — житлово-комунальні послуги, ціни/тарифи на які затверджують органи місцевого самоврядування для надання на відповідній території;
3. третя група — житлово-комунальні послуги, ціни/тарифи на які визначаються виключно за договором (домовленістю сторін).

## Учасники відносин у сфері житлово-комунальних послуг
Відповідно до статті 19 Закону «Про житлово-комунальні послуги», учасниками відносин у сфері житлово-комунальних послуг є:
- власник житла;
- споживач послуг;
- виконавець послуг;
- виробник послуг.

Власник приміщення, будівлі, споруди — це фізична або юридична особа, якій належить право володіння, користування і розпорядження приміщенням, будівлею, спорудою, що зареєстровано у встановленому законом порядку.
Як правило, будь-який багатоквартирний будинок в цілому (неподільне і спільне майно — конструктивні елементи, обладнання, місця загального користування тощо) є спільною власністю всіх співвласників приміщень, тобто не територіальної громади міста, не об'єднання співвласників багатоквартирного будинку і не балансоутримувача в особі ЖЕКу.
Споживач — фізична або юридична особа, яка отримує або має намір отримувати житлово-комунальну послугу. Таким є як власник, так і наймач житла, а також всі, хто отримує ці послуги, проживаючи у конкретному приміщенні.
Виконавець — суб'єкт господарювання, предметом діяльності якого є надання житлово-комунальних послуг споживачеві і технічними засобами якого (мережі, арматура, засоби регулювання та обліку) безпосередньо надаються такі послуги.
Згідно з Порядком визначення виконавця житлово-комунальних послуг у житловому фонді, затвердженим наказом Держжитлокомунгоспу України від 25.04.2005 р. № 60, виконавець послуг визначається органом місцевого самоврядування або власником житлового будинку (як правило, в будинках ЖБК — житлово-будівельних кооперативів та ОСББ — об'єднання співвласників багатоквартирного будинку).
Крім того, орган місцевого самоврядування, відповідно до статті 27 Закону «Про житлово-комунальні послуги», може затвердити перелік послуг, право на здійснення яких визначається на конкурсних засадах.
Виробник — суб'єкт господарювання, який виробляє або створює житлово-комунальні послуги. Виробник послуг може бути одночасно і їхнім виконавцем.
Специфічними учасниками відносин у сфері житлово-комунальних послуг є балансоутримувач та управитель, котрі, залежно від цивільно-правових угод, можуть бути споживачем, виконавцем або виробником послуг.
Управитель будинку, споруди, житлового комплексу або комплексу будинків і споруд (далі — Управитель) — юридична особа, яка на підставі договору управління нерухомим майном є довірчим власником відповідного майна, уклала договори купівлі-продажу товарної продукції з постачальниками електро- та теплової енергії, природного газу, питної води, а також договори на надання житлово-комунальних послуг з кінцевими споживачами.
Установником управління є власник майна.
Управитель — особливий учасник відносин у сфері житлово-комунальних послуг, який в залежності від цивільно-правових угод може бути оптовим споживачем електро- та теплової енергії, природного газу, питної води, виконавцем або виробником.

## Мінімальні норми житлово-комунальних послуг
Мінімальні норми житлово-комунальних послуг — мінімальний перелік, мінімальні вимоги до кількості та якості житлово-комунальних послуг, які забезпечують мінімальні санітарно-гігієнічні вимоги проживання і умови існування людей.
Мінімальні норми житлово-комунальних послуг встановлюються з метою забезпечення санітарно-гігієнічних вимог проживання людей та їх перебування в приміщеннях, забезпечення технічних вимог до експлуатації будинку (споруди), підтримання несучої спроможності конструкцій та експлуатаційних характеристик внутрішньобудинкових мереж і систем.
До переліку мінімально необхідних житлово-комунальних послуг  не можуть включатися послуги, ціни/тарифи на які визначаються виключно за договором (домовленістю сторін).
Державна політика у сфері житлово-комунальних послуг спрямована на забезпечення рівних можливостей доступу до отримання мінімальних норм житлово-комунальних послуг для споживачів незалежно від соціального, майнового стану, віку, місцеперебування та форми власності юридичних осіб тощо.
Мінімальні норми житлово-комунальних послуг, які визначають мінімальний перелік, мінімальні вимоги до кількості та якості житлово-комунальних послуг, затверджуються Кабінетом Міністрів України.
Мінімальні норми житлово-комунальних послуг та споживання твердого палива і зрідженого газу, а також граничні ціни на них розраховуються для визначення пільг і житлових субсидій населенню за рахунок субвенцій з державного бюджету місцевим бюджетам.
Мінімальні норми забезпечення населення скрапленим газом, твердим та рідким пічним побутовим паливом розробляються та затверджуються диференційовано по регіонах.

## Законодавче забезпечення житлово-комунальних послуг
Відносини у сфері житлово-комунальних послуг є різновидом цивільно-правових відносин, тому один з основних регламентуючих документів тут — Цивільний кодекс України (ЦКУ).
Також відносини у цій сфері регулюються спеціальними Житловим кодексом України та Законом України № 1581-д «Про житлово-комунальні послуги».
Законом, ухваленим 9 листопада 2017 року ВРУ, регулються постачання електроенергії споживачам у багатоквартирних будинках, виводиться в окрему послугу поводження з відходами, запроваджується перевірка якості житлово-комунальних послуг.
До того ж, оскільки кожен мешканець є одночасно споживачем житлово-комунальних послуг, то на ці відносини розповсюджується також і дія Закону України «Про захист прав споживачів».
Порядки та правила у сфері житлово-комунальних послуг визначають різноманітні нормативно-технічні та техніко-економічні акти як Кабінету Міністрів України, так і профільного раніше Державного комітету, а тепер Міністерства житлово-комунального господарства — всілякі стандарти, нормативи, накази, рекомендації, методичні вказівки тощо.

## Державне регулювання діяльності у сферах енергетики та комунальних послуг
Національна комісія, що здійснює державне регулювання у сфері енергетики та комунальних послуг (НКРЕКП) — державний колегіальний орган.
Комісія утворена Указом Президента України від 27 серпня 2014 року № 694/2014.
Завдання Комісії — регулювання діяльності суб'єктів природних монополій та суб'єктів господарювання, що провадять діяльність на суміжних ринках, у сферах електроенергетики, теплопостачання, централізованого водопостачання та водовідведення, на ринках природного газу, нафти та нафтопродуктів, а також перероблення та захоронення побутових відходів.